# Wittmunder Wald
Der Wittmunder Wald ist ein Waldgebiet westlich der ostfriesischen Stadt Wittmund. Das ursprünglich als Nadelwald angelegte Waldgebiet entwickelte sich im Laufe der Zeit zu einem Mischwald mit hohem Buchenbestand. Der Wald ist heute ein gefragtes Naherholungsgebiet. Im Wittmunder Wald liegt der Naturschutzhof Wittmunder Wald e.V. sowie das Naturschutzgebiet Hohehahn.
Der Wittmunder Wald ist mit einer Größe von ungefähr 730 Hektar eins der größten zusammenhängenden Waldgebiet im an sich waldarmen Ostfriesland. Damit ist er eine landschaftliche Besonderheit, die im großen Interesse der Menschen steht und als Heimat für Tier- und Pflanzenarten eine wichtige Naturschutzfunktion erfüllt. Er wird in Teilen auch forstwirtschaftlich genutzt und erfüllt damit auch eine ökonomische Funktion.
Im Osten gibt es einen größeren Anteil an älteren Laubbäumen. Auf einer Länge von etwa fünf Kilometer erstreckt sich der Wittmunder Wald in südwest-nordöstlicher Richtung. Im Westen von der kleinen Siedlung Jackstede bis zum Wittmunder Ortsteil Angelsburg. Im Süden verläuft die B210. Dort, wo der Wittmunder Wald von der Upsteder Straße durchschnitten wird, ist die breiteste Stelle von etwa zwei Kilometern. Das Netz aus einigen Forstwegen und mehreren Wanderpfaden ermöglicht, vor allem im östlichen Teil des Wittmunder Waldes, dass man zu Fuß oder mit dem Rad vielfältig unterwegs sein kann. Besonderheiten, wie eine längere Allee aus den sonst in Norddeutschland selten Esskastanien oder ein kreisrundes Waldmoor, das eine eiszeitliche Pingo-Ruine ist, machen den Wald zu einem interessanten Erholungsort.

## Geschichte
1866 wurde auf einer ursprünglichen Öd- und Heidefläche mit der Aufforstung des Waldes begonnen. Am 11. Januar 1867 erhielt das neue Waldgebiet per Bescheid durch das Königliche Amt in Wittmund den Namen Wittmunder Wald. 1893 erhielt das Areal eine staatliche Försterei, die nun einen Waldbestand von 666 Hektar verwaltete. 1911 vernichtete ein Brand 300 Hektar des Waldbestands.
In den 1980er Jahren verzeichnete man einen Bestand aus 40 % Fichten, 35 % Kiefern, 10 % Eichen, je 4 % Buchen, Lärchen und Tannen und zu 3 % Birken, Erlen und Douglasien. Seitdem entwickelte sich der Waldbestand zu einem Mischwald mit hohem Buchenbestand.
Noch vor dem Zweiten Weltkrieg wurde im Wittmunder Wald das Marinetorpedolager Wittmund-Hohehahn für die Marinegarnison in Wilhelmshaven errichtet. Nach dem Zweiten Weltkrieg wurde das Lager demilitarisiert und die Gebäude für Dienststellen des Katastrophenschutzes sowie für Einrichtungen des Deutschen Roten Kreuzes genutzt. 1994 entstand hier der Naturschutzhof Willen-Hohehahn als regionales Umwelt- und Naturzentrum des Landkreises Wittmund.

## Naturschutzhof Wittmunder Wald e.V.
Im Wittmunder Wald liegt der Naturschutzhof Wittmunder Wald e.V. Die Einrichtung wurde 1994 als regionales Umwelt- und Naturzentrum errichtet und wurde bis 2017 von der Kreisvolkshochschule des Landkreises Wittmund unter dem Namen "Kreisnaturschutzhof Wittmund" geführt. Seit 2017 befindet sich der Naturschutzhof Wittmunder Wald e.V. in freier Trägerschaft. Als außerschulischer Lernort wendet er sich hauptsächlich an Schulen, Kindergärten und andere Jugendgruppen. Auf dem Gelände des Naturschutzhofs befinden sich Ausstellungsflächen, ein Waldkindergarten, Streuobstwiesen, Feuchtbiotope sowie ein Zeltplatz für Schüler- und Jugendgruppen. Auffälligstes Objekt war von Mai 2000 bis 2017 der sogenannte Baumregionenturm, ein 23 Meter hoher Aussichtsturm aus Lärchenholz, mit dem man über die Baumkronen des Wittmunder Waldes hinwegschauen konnte. 2017 musste dieser abgerissen werden, da ein Hausschwammbefall das Holz schwächte und ein Risiko von dem Turm ausging. Seit Juni 2023 gibt es dort einen Friedwald.